# Bongil-Bongil-Nationalpark
Der Bongil-Bongil-Nationalpark ist ein Nationalpark im Nordosten des australischen Bundesstaates New South Wales, 427 km nördlich von Sydney und etwa 15 km südlich von Coffs Harbour.
Im Park finden sich Strände in naturbelassenem Zustand, eine eindrucksvolle Küstenlandschaft, Feuchtgebiete, Küstenregenwald und eindrucksvolle Ästuare. Die Küsten werden größtenteils als Nistplätze für Seevögel genutzt.
Die Besucher können in den Wäldern wandern und in den Ästuaren Kanu fahren. Im Park kann man viele geschützte Vogelarten beobachten.
Zu den bedrohten Vogelarten, die im Park gefunden werden können, zählen Riesenstorch, Zwergseeschwalbe, Australischer Austernfischer, Schwarzdommel, Königsfruchttaube, Langschwanz-Fruchttaube, Fischadler und Kammblatthühnchen.
Andere im Park lebende Tiere sind Koalas, Rotnackenwallaby, Buntwaran, die Langflügelfledermaus Miniopterus australis und der Australische Südfrosch Mixophyes fasciolatus.
Der heutige Nationalpark war bis in die 1960er Jahre ein beliebter Lagerplatz der Aborigines der Region, sein Name bedeutet so viel wie „ein Ort, wo man lange bleibt, weil es reichlich Nahrung gibt“. Er gehörte zum Siedlungsgebiet der Gumbaynggir, die bis zur Pflanzung von Holzplantagen in den 1970er Jahren nur wenig mit Europäern zu tun hatten. Im Park gibt es zahlreiche Spuren der Aborigines. Die Parkverwaltung arbeitet mit örtlichen Aborigine-Gemeinschaften zusammen, um das reiche Kulturerbe zu bewahren.